# Glam (album)
Glam è il quinto album in studio del duo di musica elettronica tedesco Mouse on Mars, pubblicato nel 1998. È stato registrato con lo scopo di essere la colonna sonora dell'omonimo film del 1997. Tuttavia, la colonna sonora è stata respinta dal regista del film Josh Evans.
Nel 1998, Glam è stato originariamente pubblicato dall'etichetta Sonig su vinile, anche se è stato pubblicato su CD in Giappone dalla Tokuma Japan Communications. La versione giapponese includeva anche i brani aggiuntivi Snap Bar, Pool, Smooth and Hidder e Hetzchase Nailway. L'album è stato successivamente ristampato su CD negli Stati Uniti da Thrill Jockey nel 2003, con le tracce extra di cui sopra incluse.
Ken Micallef della rivista Rolling Stone ha elogiato Glam come "un disco bellissimo e vitale" e Kareem Estefan della rivista Stylus ha dichiarato: "Il culmine di una band inimmaginabilmente creativa, Glam dovrebbe essere considerato un capolavoro".
Nel 2017, Pitchfork ha inserito Glam al numero 31 della sua lista di "I 50 migliori album IDM di tutti i tempi".

## Tracce
1. Port Dusk – 7:35
2. Grindscore – 2:06
3. Snap Bar – 4:26
4. Tankpark – 4:52
5. Mood Leck Backlash – 3:30
6. Rerelease Hysteresis – 4:07
7. Pool, Smooth and Hidder – 2:53
8. Flim – 2:52
9. Tiplet Metal Plate – 3:00
10. Hi Court Low Cut – 3:14
11. Funky Tiste – 7:36
12. Starroom – 0:56
13. Litamin – 2:38
14. Hetzchase Nailway – 5:22
15. Glim – 4:11